# Compagnia di San Jacopo del Nicchio

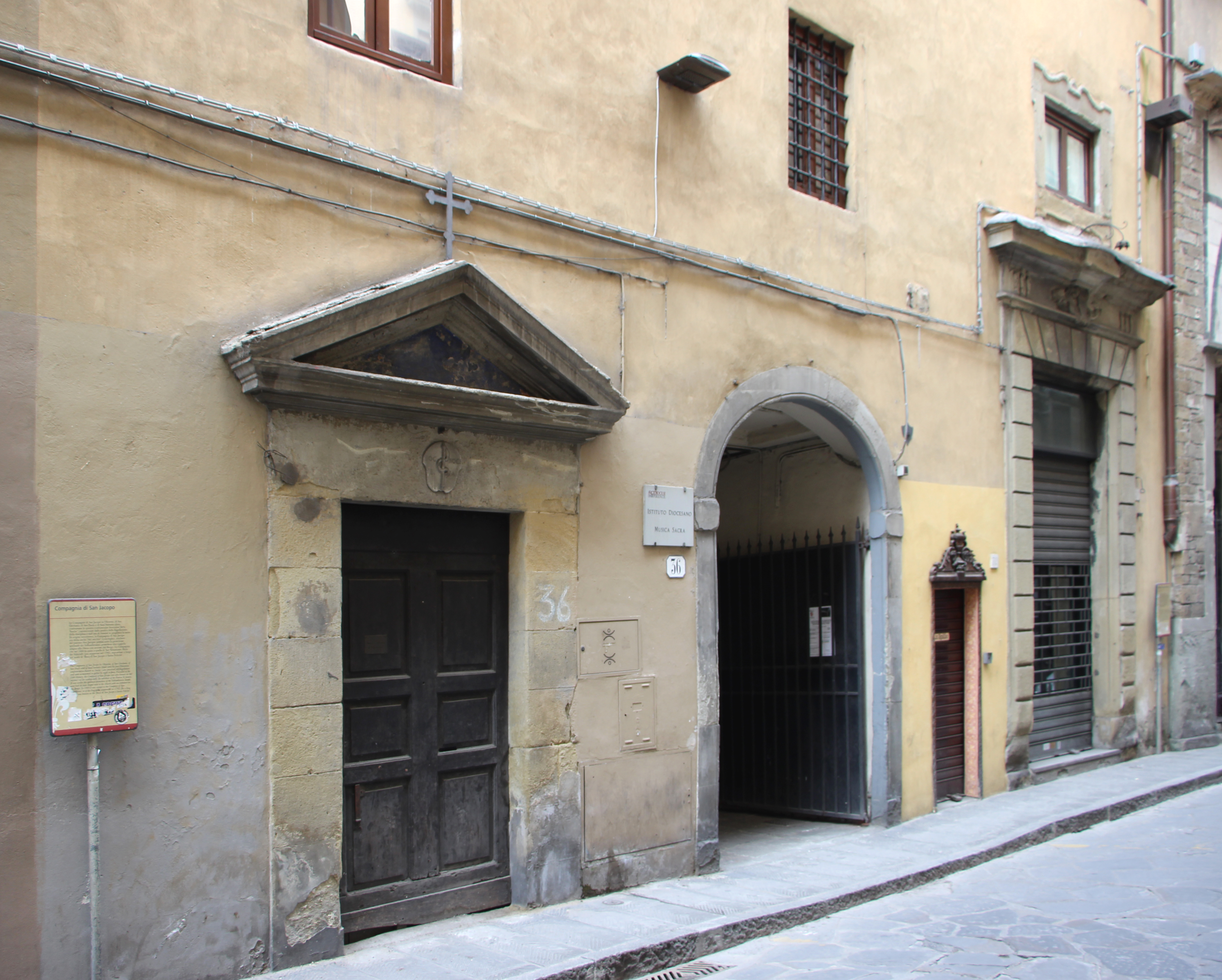
La sede della confraternita

La Compagnia di San Jacopo del Nicchio, o Buca di San Jacopo, è un'antica confraternita di Firenze, situata in un oratorio in Borgo San Jacopo 86, accanto alla chiesa di San Jacopo Soprarno. 
Le quattro compagnie di San Jacopo in Oltrarno (o del Nicchio), di San Girolamo, di San Paolo e di Sant'Antonio Abate costituivano le confraternite fiorentine dette buche, caratterizzate dalla pratica della flagellazione, dalla disciplina e dall'uso di riunirsi in preghiera la notte. I confratelli di tali compagnie erano detti "battuti" e, a seconda del loro saio, bianchi o neri: la buca di San Jacopo portava il saio bianco.

## Storia

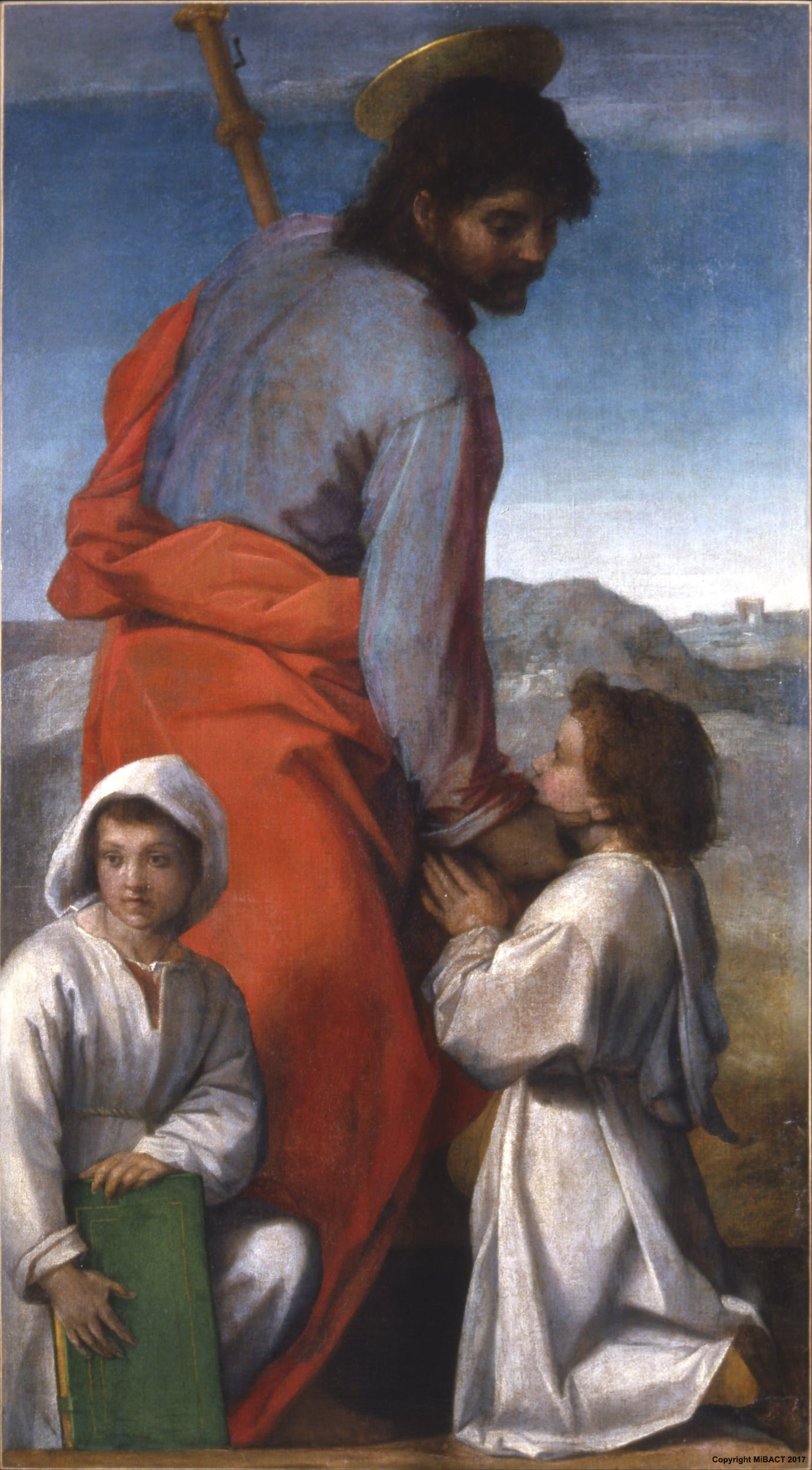
Andrea del Sarto, Stendardo della Compagnia di San jacopo del Nicchio, 1528-1529, Galleria degli Uffizi

La Compagnia venne fondata verso il 1300, forse proprio per coordinare i pellegrinaggi in occasione del primo giubileo o subito dopo esso. Dedicata al patrono dei pellegrini, san Giacomo Maggiore (detto "Jacopo" secondo l'uso fiorentino), era detto del "nicchio", cioè della conchiglia che si vedeva anche nello stemma (la capasanta di Santiago de Compostela) e che finì per dare il nome anche a uno dei gonfaloni del quartiere di Santo Spirito. La sede della confraternita è sempre stata un oratorio attiguo alla chiesa di San Jacopo Sopr'Arno, con un salone principale, tuttora visibile all'altezza di tre grandi finestroni in borgo San Jacopo, rialzato per limitare i danni dalle non infrequenti alluvioni. 
La peste del 1348 decimò i confratelli, ma grazie ai fondi lasciati dai numerosi defunti i superstiti poterono negli anni successivi costruirsi una cappella nella chiesa di San Jacopo Soprarno (ancora oggi la prima a sinistra entrando) e un dormitorio dove riposarsi, a turno, durante le riunioni notturne del sabato sera. 
La confraternita venne dotata di privilegi da papa Alessandro VI. Nel 1460 il Correttore padre Innocenzo, abate di San Pancrazio, suggerì l'istituzione di una confraternita per fanciulli che, come avveniva per altre "buche", beneficiasse nelle ore diurne dei locali dell'oratorio, e così venne fondata la Compagnia di San Sebastiano, detta di San Jacopo o "dei Fanciulli di Giorno", che tuttavia non ebbe mai il successo di altre grandi compagnie di fanciulli fiorentine (come la Compagnia del Vangelista), trascinando piuttosto stancamente la propria esistenza fino al 1727, quando venne soppressa per l'insufficienza di nuovi iscritti e confluì nella Compagnia di San Sebastiano dell'Annunziata, sebbene i suoi beni materiali vennero incamerati dalla Compagnia di San Jacopo di Notte. 

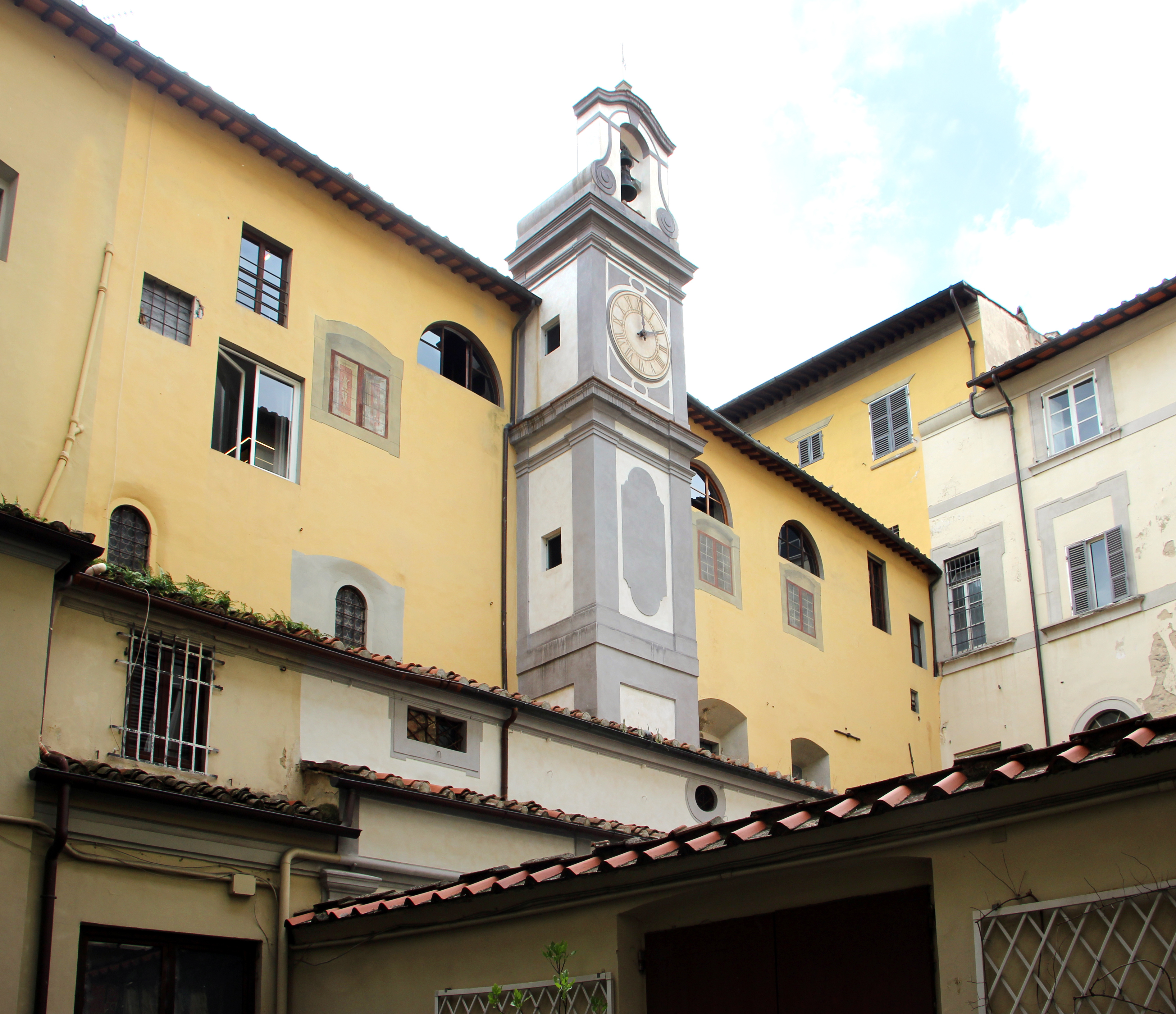
Campanile dell'oratorio, nel cortile addossato al palazzo della Missione

Dopo l'iniziale protezione assicurata dai Vallombrosani (tanto che venne chiamata anche "Compagnia di San Jacopo di San Giovanni Gaulberto"), la confraternita all'inizio del XVI secolo oscillò anche verso l'orbita dei Benedettini della Congregazione di Santa Giustina presso la Badia Fiorentina (venendo rinominata anche con dedica a San Benedetto e a Santa Giustina). Dopo il sacco di Roma del 1527, tutte le parrocchie vennero obbligate da Clemente VII a versare contributi straordinari, che San Jacopo Soprarno reperì vendendo alcuni locali alla confraternita del Nicchio. Tuttavia solo dopo l'alluvione del 1557 i confratelli riorganizzarono la loro sede, spostando al primo piano (dove si trovava il dormitorio) o ai piani superiori tutte le loro attività, e creando cinque botteghe da affittare al piano terra, tuttora esistenti e segnalate ciascuna con un pietrino della Compagnia sul portale. L'alluvione aveva distrutto il libro dei Capitoli aggiornato nel 1542, per cui nel 1568 venne deciso di darsi nuove disposizioni statutarie, a cui ne seguirono altre ulteriormente riformate nel 1667 (approvate dall'arcivescovo nel 1670).
La confraternita era molto grande, ed aveva membri per lo più provenienti dal ceto nobile, tra cui fu membro nientemeno che Cosimo I de' Medici, dal 1540. 
Nel censimento voluto da Pietro Leopoldo nel 1783 si legge che la Compagnia a quei tempi aveva ben cinquecento confratelli, i quali versavano annualmente una cospicua quota da dodici soldi, ed avevano come Correttore un agostiniano. 
Forse per tali numeri e per il ruolo assistenziale e caritatevole svolto assiduamente dai suoi membri, la confraternita fu una delle cinque che non furono soppresse dallo stesso Pietro Leopoldo nel 1785, sebbene fosse proibita l'adunanza notturna. Nel 1792 venne rinominata in "Buca di San Jacopo e di Santa Felicita". Al tempo di Ferdinando III di Lorena - quando molte compagnie vennero ripristinate - riottenne la possibilità di riunirsi la notte, ma nella riunione del 28 novembre 1795 venne stabilito di non riesumare questa antica usanza. 
Nel 1927 un opuscolo di Domenico Tordi descrive la Compagnia come ancora molto attiva. Oggi sebbene alcune fonti dei primi anni Duemila parlino della celebrazione di una messa domenicale e di altre iniziative, la confraternita appare sostanzialmente in una fase di silenziosa sospensione.

## Pratiche religiose
Le riunioni ("tornate") si svolgevano le notti che precedevano un a festività, quindi il sabato e le vigilie delle feste comandate, della festa di san Giovanni Gualberto (12 luglio) e di san Jacopo (25 luglio). Le adunate iniziavano alle 20 e terminavano con la Comunione due ore prima dell'alba. 

## Sede

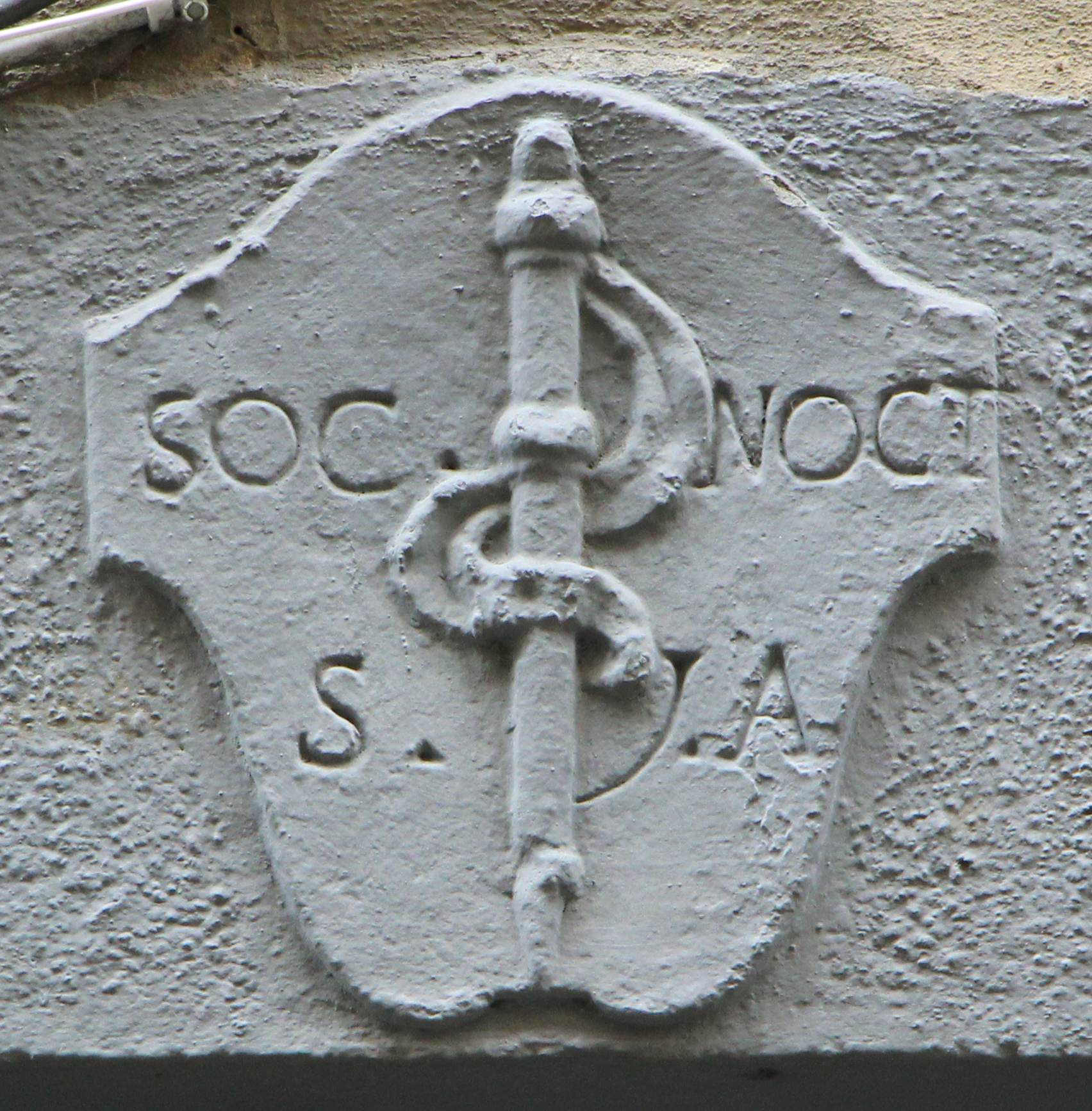
Pietrino della Compagnia su uno dei locali al piano terra della sede, destinato ad essere dato in affitto

La compagnia laicale di San Jacopo del Nicchio si era stabilita in Borgo San Jacopo 36 fin dal Trecento, arricchendo la propria residenza con una cappella e condividendo successivamente con l'adiacente complesso della chiesa di San Jacopo Soprarno il chiostro e l'orto della canonica. L'edificio, completato nell'anno 1400, in ragione delle profonde trasformazioni subite dal complesso nel corso dei secoli (confinante anche col palazzo della Missione), si presenta sulla via con un ampio e severo fronte segnato da tre monofore asimmetriche. Al terreno, oltre ad un ampio passo carraio, sono cinque portali: il grande, posto a destra, attualmente immette in un vano a pianta circolare adibito a esposizione di una attività commerciale, gli altri più a sinistra, di dimensioni contenute, recano sull'architrave l'emblema della compagnia caratterizzata dalla raffigurazione di un bordone con un nastro (alludente forse alla sferza della disciplina) e dall'iscrizione SOC. NOCT S. JA (Società natturna di San Jacopo). 
I locali interni, oltre che dalla compagnia, sono in parte occupati dall'Istituto Diocesano di Musica Sacra.
Resta una descrizione delle opere d'arte della Compagnia nelle Notizie istoriche delle chiese fiorentine del Richa, che ricorda una tavola sull'altare dell'oratorio opera di Maso da San Friano (Madonna col Bambino tra i santi Jacopo e Sebastiano, adorata da due fanciulli in cappa bianca); uno stendardo San Jacopo con due fanciulli di Andrea del Sarto, usato dalla Compagnia del Nicchio, oggi agli Uffizi.
La compagnia possedeva anche un Martirio di san Jacopo sormontato da una lunetta con l'Assunta, dipinti da Lorenzo Lippi nel 1642, il primo oggi nella sagrestia del Carmine e la seconda nei depositi di palazzo Pitti
Oggi rimane in loco un altro stendardo con San Sebastiano della Compagnia dei Fanciulli, riferito al Pollaiolo (?).

## Stemma
Lo stemma della Compagnia è un bastone da pellegrino rosso disposto in palo con un nicchio (conchiglia) azzurro al centro in campo d'argento.